# Hermann Hennemann

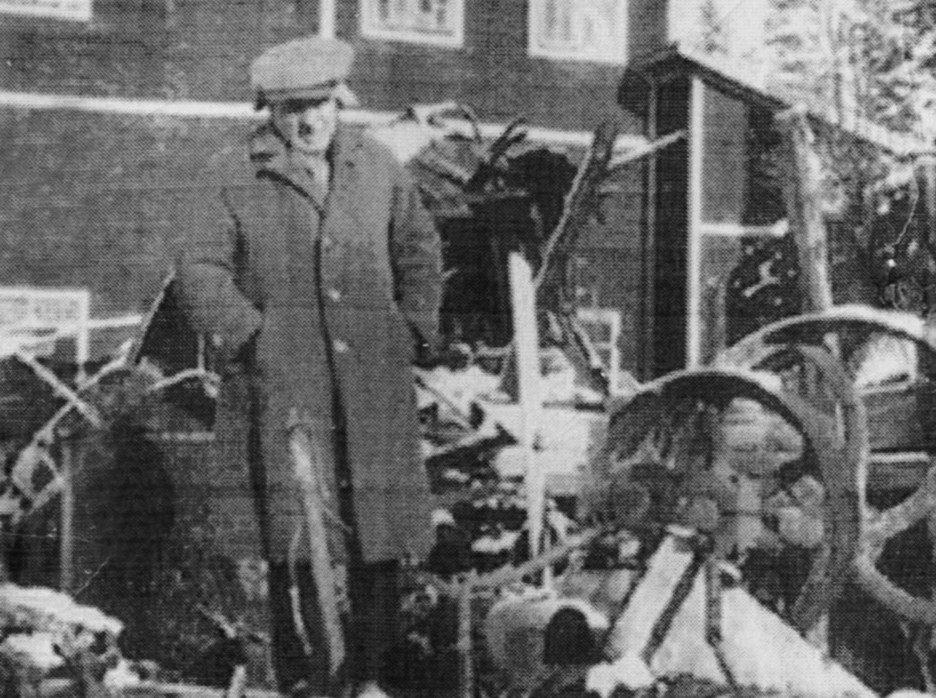
Hermann Hennemann efter en brand vid Lekombergs gruva 1931.

Hermann Hennemann, född 1887, död 1957 i Ludvika, var en tyskfödd bergsingenjör, huvudsakligen verksam i Sverige och känd som direktör för tyskägda Lekombergsgruppen. 1950 blev han AB Statsgruvors förste VD.

## Biografi
Hermann Hennemann erhöll sin utbildning till bergsingenjör i Tyskland. På uppdrag av tyska gruvföretag  kom han  redan före första världskriget till Sverige för att undersöka gruvfyndigheter som kunde vara intressanta för Tysklands stålindustri. I början av 1920-talet återvände han till Sverige och blev svensk medborgare samt direktör för Lekombergs gruva, som då ägdes av Hoesch AG. 
Hennemann identifierades starkt med Lekombergsgruppens verksamhet varför den ibland även kallades Hennemannkoncernen. Hennemann var även direktör för bland annat Stollbergs Grufvor o. Anrikningsverk och  Håksbergs Nya Gruf AB.
Vid sidan om sina officiella uppdrag  som chef för tyskägda Lekombergs gruva och Lekombergsgruppen befattade sig Henneman även med svenskägda gruvor vilket uppmärksammades av Allmänna säkerhetstjänsten.  Säkerhetstjänsten menade att Hennemann  ”…därvid utnyttjat sin ställning  i syfte att utvidga det tyska inflytandet inom den svenska gruvnäringen…” Hennemann uppgav själv, att han sedan år 1937 ”direkt från Tyskland”  fått 29 000 kronor om året ”såsom ersättning för bevakande av det tyska bolagets malmintressen i Skandinavien”.  Men ingen ny gruva, som Allmänna säkerhetstjänsten  hade undersökt, tog upp brytning för att inleda malmexport till Tyskland.
Efter den tyska kapitulationen i maj 1945 avstannade malmexporten till Tyskland helt och framtiden för de tyskägda gruvorna var till en början oviss. Med Flyktkapitalbyrån  (bildad i december 1945) ställdes de tyskägda gruvorna under offentlig administration. År 1950 bildades det statligt ägda bolaget AB Statsgruvor för att hålla ihop de så kallade tyskgruvorna. Det var en idé som Hennemann redan tidigare ivrat för. Det och att han hade omfattande kunskap om de tyskägda gruvorna ledde till att han den 1 april blev AB Statsgruvors första VD.